# Erich Kühnhackl
Erich Kühnhackl (ur. 17 października 1950 w Citicach) – niemiecki hokeista czechosłowackiego pochodzenia grający na pozycji napastnika (centra), reprezentant kraju, olimpijczyk, trener, działacz hokejowy.
Jeden z najlepszych hokeistów w historii niemieckiego hokeja na lodzie. Reprezentował barwy: Baníka Sokolov, trzykrotnie EV Landshut (dwukrotny mistrz Niemiec, zdobywca Pucharu Niemiec), Kölner EC (dwukrotny mistrz Niemiec) oraz EHC Olten. Z reprezentacją RFN trzykrotnie uczestniczył w zimowych igrzyskach olimpijskich (1972, 1976 – brązowy medal, 1984) oraz 10-krotnie uczestniczył w mistrzostwach świata.
Erich Kühnhackl w trakcie kariery sportowej zyskał pseudonim Szafa na Łyżwy (Kleiderschrank auf Kufen), który nawiązuje do jego potężnego wyglądu. W Finlandii znany jest jako Iso-Eerikki (Wielki Eric).
Był także nagradzany indywidualnie: 7-krotny zdobywca Pucharu Gustava Jaenecke – dla najlepszego punktującego w Bundeslidze, dwukrotny zdobywca Trofeum Fritza Poitscha – dla najlepszego strzelca w Bundeslidze, czterokrotny zdobywca Trofeum Xavera Unsinna – dla najlepszego asystenta w Bundeslidze, najlepszy punktujący mistrzostw świata 1978, Hokeista Roku w Bundeslidze, 7-krotnie wybierany do Drużyny Gwiazd Bundesligi, członek Galerii Sławy IIHF (1997) – jako jeden z trzynastu niemieckich hokeistów, Niemiecki Hokeista Stulecia (2000), członek Galerii Sław Niemieckiego Sportu (2016), Nagroda Sportowa Bawarii za całokształt kariery (2016), członek Galerii Sławy Niemieckiego Hokeja na Lodzie. Ma także w reprezentacji Niemiec zastrzeżony numer (numer 14). Rekordzista Bundesligi względem ilości zdobytych goli w punktów – 1408 punktów (714 goli, 694 asyst) oraz 1054 minuty na ławce kar w 788 meczach, a także względem ilości zdobytych goli w jednym sezonie Bundesligi (83 gole w sezonie 1979/1980). Odznaczony Srebrnym Liściem Laurowym (1976).
Jako trener trenował: EV Landshut, reprezentację Niemiec na Igrzyskach dobrej woli 1990, reprezentację Niemiec U-20, EC Bad Nauheim, reprezentację Niemiec U-18, Erding Jets, Eisbären Regensburg, Straubing Tigers, a także był asystentem trenera w EV Landshut, dwukrotnie w reprezentacji RFN/Niemiec.
Jako działacz był wiceprezesem DEB (Niemiecki Związek Hokeja na Lodzie) oraz dyrektorem sportowym ds. młodzieży we Frankfurcie Lions.

## Kariera

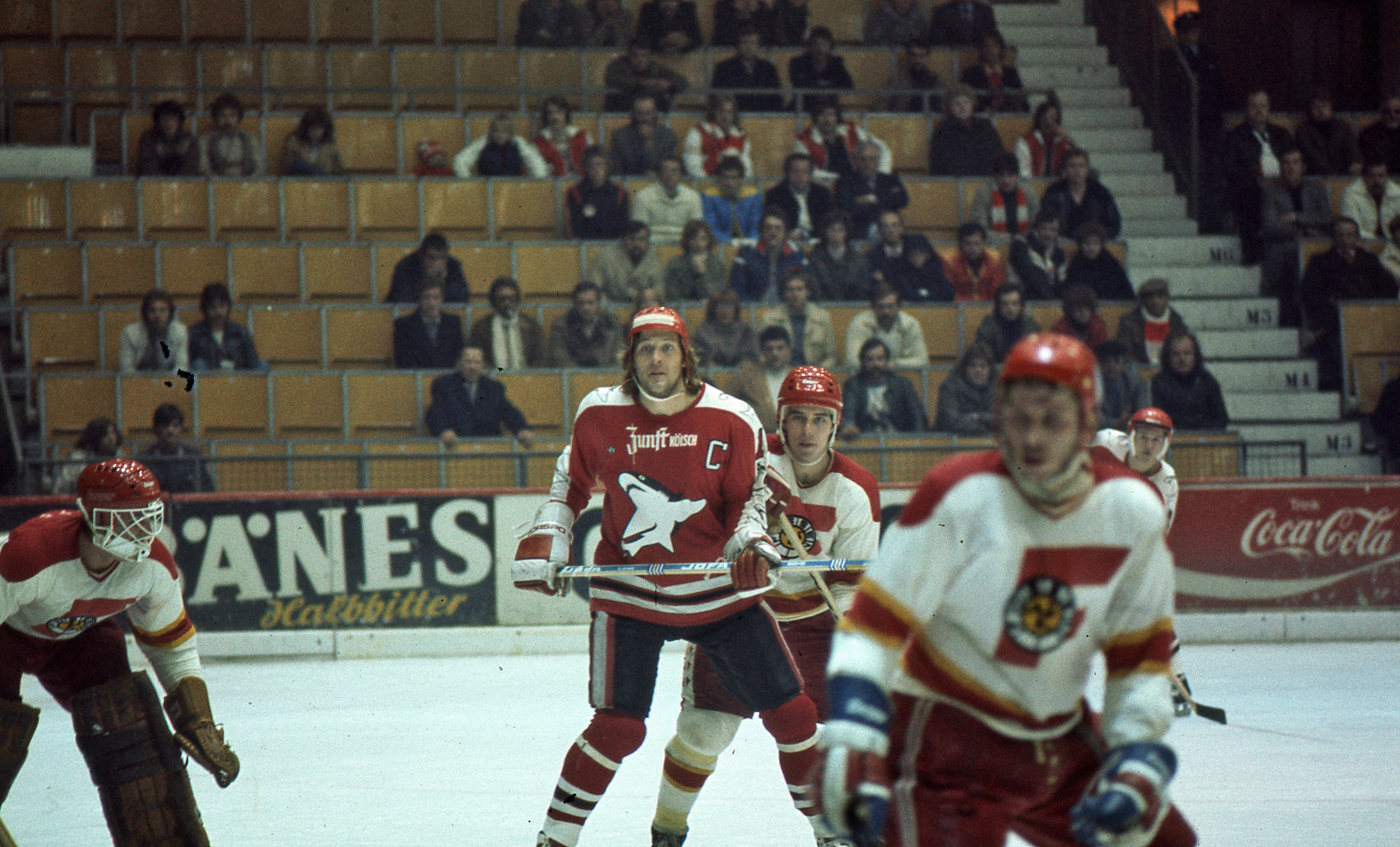
Erich Kühnhackl (w środku) w barwach Kölner EC, 1977 rok.

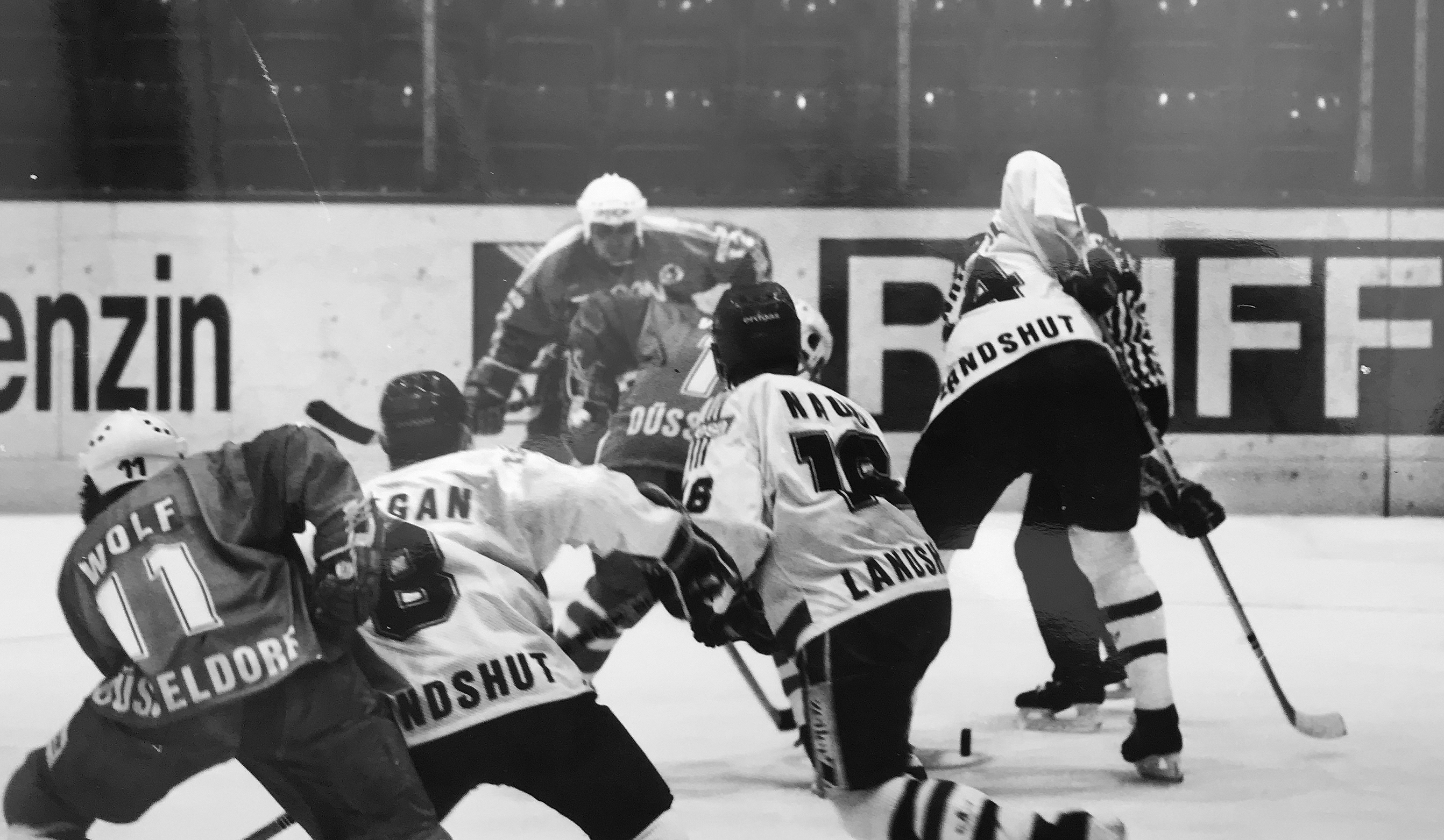
Erich Kühnhackl (z prawej) w barwach EV Landshut w sezonie 1988/1989.

Erich Kühnhackl urodził się w Czechosłowacji jako syn Niemców sudeckich. W 1968 roku wyemigrował wraz z rodziną do RFN po interwencji wojsk Układu Warszawskiego kraju tzw. Operacji „Dunaj”.
Karierę sportową rozpoczął jeszcze w Czechosłowacji w juniorach Baníku Sokolov, jednak profesjonalną karierę sportową rozpoczął już po emigracji do RFN, kiedy w 1968 roku został zawodnikiem EV Landshut. Grał w tym klubie w trzech okresach (1968–1976, 1979–1985, 1987–1989) i odnosił największe sukcesy w karierze sportowej: trzykrotnie zdobywał mistrzostwo Niemiec (1970, 1983), trzykrotnie wicemistrzostwo Niemiec (1974, 1976, 1984), zajął także w sezonie 1972/1973 3. miejsce w Bundeslidze, zdobył Puchar Niemiec 1969 po wygranej rywalizacji w finale 7:6 (2:1, 5:5) z SC Riessersee, a także nagrody i wyróżnienia indywidualne: 4-krotnie Puchar Gustava Jaenecke (1974, 1980, 1983, 1984), 2-krotnie Trofeum Fritza Poitscha (1974, 1980), 3-krotnie Trofeum Xavera Unsinna (1974, 1983, 1984), Hokeista Roku w Bundeslidze (1976), 4-krotnie wybierany do Drużyny Gwiazd Bundesligi (1980, 1982, 1983, 1984).
W latach 1976–1979 reprezentował barwy Kölner EC, z którym 2-krotnie zdobył mistrzostwo Niemiec (1977, 1979) oraz zajął 3. miejsce w Bundeslidze w sezonie 1977/1978, a także 3-krotnie zdobył Pucharu Gustava Jaenecke oraz 3-krotnie został wybrany do Drużyny Gwiazd Bundesligi (1977–1979).
W 1985 roku wyjechał do Szwajcarii, gdzie w latach 1985–1987 reprezentował barwy występującego Nationallidze A EHC Olten, z którym zajmował miejsca na końcu tabeli ligowej: w sezonie 1985/1986 zajął przedostatnie – 9. miejsce, natomiast w sezonie 1986/1987 zajął ostatnie – 10. miejsce, który spowodował spadek klubu do Nationalligi B, po czym wrócił do ojczyzny, do EV Landshut w którym w sezonie 1988/1989 był kapitanem klubu, w którym po jego zakończeniu zakończył karierę sportową.

## Kariera reprezentacyjna
Erich Kühnhackl w latach 1969–1985 w reprezentacji RFN rozegrał 211 meczów, w których zdobył 224 punkty (134 gole, 90 asyst) oraz spędził 284 minuty na ławce kar, a od 1982 roku był kapitanem Noszących Orła. Trzykrotnie uczestniczył w zimowych igrzyskach olimpijskich (1968, 1972, 1976). Na turnieju olimpijskim 1976 w Innsbrucku z reprezentacją RFN pod wodzą selekcjonera Xavera Unsinna zdobył pierwszy od 44 lat medal olimpijski – brązowy medal. W październiku tego samego roku za ten sukces wraz z innymi wraz z kolegami z reprezentacji RFN otrzymał z rąk ówczesnego kanclerza Niemiec, Helmuta Schmidta Srebrny Liść Laurowy.
Ponadto 10-krotnie uczestniczył w mistrzostwach świata (1973 – spadek do Grupy B, 1974, 1975 – awans do Grupy A, 1976, 1977, 1978, 1981, 1982, 1983, 1985). Na mistrzostwach świata 1978 w Czechosłowacji rozegrał 5 meczów, w których zdobył 15 punktów (8 goli, 7 asyst) oraz spędził 6 minut na ławce kar, dzięki czemu został najlepszym punktującym turnieju, będąc pierwszym niemieckim zawodnikiem, który został nagrodzony takim wyróżnieniem w historii tego turnieju.
Ponadto dwukrotnie uczestniczył w Turnieju Izwiestii (1982, 1984).

## Kariera trenerska
Erich Kühnhackl po zakończeniu kariery sportowej rozpoczął karierę trenerską. W latach 1989–1990 był asystentem trenera w EV Landshut, po czym w grudniu 1990 roku został głównym trenerem klubu w którym był do końca sezonu 1991/1992. W międzyczasie był asystentem selekcjonera reprezentacji RFN/Niemiec, a także prowadził reprezentację RFN podczas turnieju igrzysk dobrej woli 1990 w Stanach Zjednoczonych. Następnie w 1992–1997 prowadził reprezentację Niemiec U-20, oraz w latach 1996–1997 był asystentem trenera George’a Kingstona w seniorskiej reprezentacji Niemiec.
Następnie w sezonie 1997/1998 trenował występującego z rozgrywkach 1. Eishockey-Ligi EC Bad Nauheim, w którym po przegranej rywalizacji 2:0 (5:2, 6:5 p.d.) w finale fazy play-off z EHC Neuwied zdobył wicemistrzostwo 1. Eishockey-Ligi. W międzyczasie trenował również reprezentację Niemiec U-18, z którą na mistrzostwach Europy U-18 1998 w Niemczech – ostatniej edycji turnieju, wygrał Grupę B.
Następnymi klubami w karierze trenerskiej Kühnhackla były: Erding Jets (1999-2002 – awans do 2. Bundesligi w sezonie 1999/2000), Eisbären Regensburg (2002-2006) oraz Straubing Tigers (2006-2007), w którym został zastąpiony przez Boba Manno.

## Statystyki

### Klubowe
| 1968/1969  | EV Landshut | BL         | 14  | 6   | 2   | 8    | 2    |    |    |    |    |    |
| 1969/1970  | EV Landshut | BL         | 35  | 21  | 14  | 35   | 14   |    |    |    |    |    |
| 1970/1971  | EV Landshut | BL         | 35  | 16  | 12  | 28   | 18   |    |    |    |    |    |
| 1971/1972  | EV Landshut | BL         | 35  | 24  | 19  | 43   | 36   |    |    |    |    |    |
| 1972/1973  | EV Landshut | BL         | 40  | 38  | 30  | 68   | 43   |    |    |    |    |    |
| 1973/1974  | EV Landshut | BL         | 36  | 50  | 26  | 76   | 40   |    |    |    |    |    |
| 1974/1975  | EV Landshut | BL         | 35  | 47  | 20  | 67   | 90   |    |    |    |    |    |
| 1975/1976  | EV Landshut | BL         | 35  | 29  | 27  | 56   | 73   |    |    |    |    |    |
| 1976/1977  | Kölner EC   | BL         | 40  | 47  | 26  | 73   | 79   |    |    |    |    |    |
| 1977/1978  | Kölner EC   | BL         | 46  | 52  | 43  | 95   | 43   |    |    |    |    |    |
| 1978/1979  | EV Landshut | BL         | 52  | 59  | 58  | 117  | 99   |    |    |    |    |    |
| 1979/1980  | EV Landshut | BL         | 48  | 83  | 72  | 155  | 67   |    |    |    |    |    |
| 1980/1981  | EV Landshut | BL         | 44  | 40  | 46  | 86   | 74   | 5  | 4  | 2  | 6  | 4  |
| 1981/1982  | EV Landshut | BL         | 38  | 41  | 61  | 102  | 34   | 8  | 6  | 9  | 15 | 4  |
| 1982/1983  | EV Landshut | BL         | 36  | 32  | 48  | 80   | 70   | 10 | 7  | 7  | 14 | 0  |
| 1983/1984  | EV Landshut | BL         | 43  | 35  | 52  | 87   | 75   | 10 | 4  | 11 | 15 | 0  |
| 1984/1985  | EV Landshut | BL         | 36  | 30  | 39  | 69   | 59   | 4  | 2  | 3  | 5  | 16 |
| 1985/1986  | EHC Olten   | NDA        | 35  | 22  | 23  | 45   | 88   | —  | —  | —  | —  | —  |
| 1986/1987  | EHC Olten   | NDA        | 15  | 6   | 8   | 14   | 38   | —  | —  | —  | —  | —  |
| 1987/1988  | EV Landshut | BL         | 35  | 20  | 29  | 49   | 47   | —  | —  | —  | —  | —  |
| 1988/1989  | EV Landshut | BL         | 36  | 21  | 38  | 59   | 67   | —  | —  | —  | —  | —  |
| BL Ogółem  | BL Ogółem   | BL Ogółem  | 751 | 691 | 662 | 1353 | 1030 | 37 | 23 | 32 | 55 | 24 |
| NDA Ogółem | NDA Ogółem  | NDA Ogółem | 50  | 28  | 31  | 59   | 126  | —  | —  | —  | —  | —  |

### Reprezentacyjne
| Rok    | Drużyna | Turniej | Miejsce |     | M  | G  | A   | Pkt | Min |
| ------ | ------- | ------- | ------- | --- | -- | -- | --- | --- | --- |
| 1972   | RFN     | IO      | 7       | 5   | 2  | 4  | 6   | 0   |     |
| 1973   | RFN     | MŚ      | 6       | 10  | 6  | 1  | 7   | 10  |     |
| 1974   | RFN     | MŚ-B    |         | 7   | 9  | 5  | 14  | 2   |     |
| 1975   | RFN     | MŚ-B    |         | 7   | 6  | 4  | 10  | 11  |     |
| 1976   | RFN     | Kw. IO  | –       | 1   | 1  | 0  | 1   | 0   |     |
| 1976   | RFN     | IO      |         | 5   | 5  | 5  | 10  | 10  |     |
| 1976   | RFN     | MŚ      | 6       | 10  | 7  | 1  | 8   | 18  |     |
| 1977   | RFN     | MŚ      | 7       | 10  | 5  | 5  | 10  | 24  |     |
| 1978   | RFN     | MŚ      | 5       | 10  | 8  | 7  | 15  | 6   |     |
| 1981   | RFN     | MŚ      | 7       | 8   | 3  | 3  | 6   | 12  |     |
| 1982   | RFN     | MŚ      | 6       | 7   | 3  | 5  | 8   | 8   |     |
| 1982   | RFN     | TI      | 5       | 4   | 2  | 0  | 2   | 14  |     |
| 1983   | RFN     | MŚ      | 5       | 10  | 5  | 6  | 11  | 28  |     |
| 1984   | RFN     | IO      | 5       | 6   | 8  | 7  | 15  | 12  |     |
| 1984   | RFN     | TI      | 5       | 4   | 1  | 0  | 1   | 6   |     |
| 1985   | RFN     | MŚ      | 7       | 10  | 3  | 4  | 7   | 20  |     |
| Ogółem | Ogółem  | Ogółem  | Ogółem  | 114 | 74 | 58 | 132 | 181 |     |

## Sukcesy

### Zawodnicze
EV Landshut
- Mistrzostwo Niemiec: 1970, 1983
- Wicemistrzostwo Niemiec: 1974, 1976, 1984
- 3. miejsce w Bundeslidze: 1973
- Puchar Niemiec w hokeju na lodzie: 1969

Kölner EC
- Mistrzostwo Niemiec: 1977, 1979
- 3. miejsce w Bundeslidze: 1978

Reprezentacja RFN
- Awans do Grupy A mistrzostw świata: 1975
- Brązowy medal zimowych igrzysk olimpijskich: 1976

### Trenerskie
EC Bad Nauheim
- Wicemistrzostwo 1. Eishockey-Ligi: 1998

Reprezentacja Niemiec U-20
- Mistrzostwo Grupy B mistrzostw Europy U-18: 1998

Erding Jets
- Awans do 2. Bundesligi: 2000

### Indywidualne
- Puchar Gustava Jaenecke: 1974, 1977, 1978, 1979, 1980, 1983, 1984
- Trofeum Fritza Poitscha: 1974, 1980
- Trofeum Xavera Unsinna: 1974, 1978, 1983, 1984
- Najlepszy punktujący mistrzostw świata: 1978 (15 punktów)
- Hokeista Roku w Bundeslidze: 1976
- Drużyna Gwiazd Bundesligi: 1977, 1978, 1979, 1980, 1982, 1983, 1984
- Członek Galerii Sław IIHF: 1997
- Niemiecki Hokeista Stulecia: 2000
- Członek Galerii Sław Niemieckiego Sportu: 2016
- Nagroda Sportowa Bawarii za całokształt kariery: 2016
- Członek Galerii Sław Niemieckiego Hokeja na Lodzie
- Zastrzeżony numer w reprezentacji Niemiec: numer 14

### Odznaczenia
- Srebrny Liść Laurowy: 1976

## Rekordy
- Najlepszy punktujący reprezentacji RFN (224 punkty)
- 2. najlepszy strzelec reprezentacji RFN (134 gole)
- 2. najlepszy asystent reprezentacji RFN (90 asyst)
- Najskuteczniejszy punktujący w Bundeslidze (1408 punktów w 788 meczach)
- Najskuteczniejszy strzelec w Bundeslidze (714 goli w 788 meczach)
- Najwięcej goli w jednym sezonie Bundesligi (1979/1980 – 83 gole)

## Kariera działacza
Erich Kühnhackl w okresie od 16 października 2008 roku do 5 maja 2014 roku był wiceprezesem DEB, a także w sezonie 2009/2010 był dyrektorem sportowym ds. młodzieży w klubie Deutsche Eishockey Liga – Frankfurcie Lions.

## Pozostała działalność
- Założył fundację wspierającą hokejowe drużyny młodzieżowe.
- W 2014 roku bez powodzenia startował w wyborach samorządowych do rady miasta Landshut z 43. pozycji z ramienia CSU, zajmując 13. miejsce (2,41% – 5308 głosy). Do 12. miejsca, gwarantującego dostanie się do rady miasta Landshut (zajął je Philipp Wetzstein), zabrakło 140 głosów (0,6%)[15].

## Życie prywatne
Erich Kühnhackl jest żonaty, ma trójkę dzieci: w tym hokeistów – córkę Kirstin (ur. 1979) i syna Toma (ur. 1992). Mieszka w Landshut.